# تحريض متتال سريع

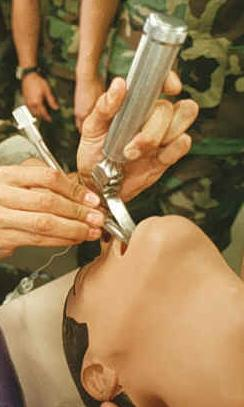

التحريض المتتالي السريع (بالإنجليزية:Rapid sequence induction (RSI) )، والمعروف أيضًا بالتنبيب المتتالي السريع، هو أحد عمليات التنبيب الرغامي الخاصة المعروفة في الأساليب المتقدمة للتعامل مع المسلك الهوائي، ويستخدم عند المرضى المهددين بحدوث حالة الشفط الرئوي أو المُهددين بحدوث أي خلل بالمسلك الهوائي. يختلف هذا الأسلوب عن الطرق الأخرى لتحريض التخدير العام التي لا يستخدم فيها التنفس الاصطناعي من لحظة توقف المريض عن التنفس الطبيعي (بعد إعطائه الأدوية المخدرة) إلى أن تُجرى عملية التنبيب. يقلل هذا من خطر انتفاخ المعدة بالهواء، والذي يمكن أن يتسبب في حدوث حالة القَلس (الارتجاع).
تُجرى الطريقة التقليدية لهذه العملية عن طريق ملء رئة المريض في البداية بغاز الأكسجين المُركز، ثم الضغط على الغضروف الحلقي للمريض، ثم إعطاء المريض المهدئات والمنومات ذات البداية السريعة مع الأدوية الحاصرة للوصلات العضلية العصبية التي تحرض على حدوث حالة الشلل العضلي وفقدان الوعي، ثم إدخال الأنبوبة الرغامية بشكل سريع، مع التوقف بعدها عن الضغط على الغضروف الحلقي.
تستخدم هذه الطريقة عندما يستوجب تحريض التخدير العام لمريض لم يتمكن من الصيام قبل العملية بالوقت الكافي اللازم لتفريغ المعدة؛ في حالات المرضى المُعرضين لحدوث الشفط أثناء تحريض التخدير، حتى ولو صاموا قبل العملية بوقت طويل، مثل المصابين بمرض الارتجاع المعدي المريئي، أو النساء في الأشهر الأخيرة من الحمل؛ أو عندما يكون المريض غير قادر على حماية المسلك الهوائي الخاص به أصلًا قبل التخدير مثل حالات إصابات الدماغ الرضية.
  تعتبر معظم أدوية التحريض المستخدمة في عملية التحريض المتتالي السريع أدويةً ذات مدة عمل قصيرة، إذ يُزال مفعولها من الجسم بعد دقائق قليلة. يُضفي هذا حالة من التسامح مع الأخطاء التي قد تحدث في العمليات الجراحية الاختيارية أو شبه الاختيارية: فإذا فشلت عملية التنبيب، أو استدعت الحالة الإكلينيكة للمريض التوقف عن هذا الإجراء، يمكن التوقف عنه فورًا وسوف يستعيد المريض قدرته على حماية مسلك الهواء الخاص به بعد فترة وجيزة أسرع منها في حال كان المريض مُعرضًا للطرق التقليدية الأخرى لتحريض التخدير. وعلى العكس، في حالات الطوارئ عندما لا يتمكن المريض من استعادة وعيه بصورة فورية، سيتسبب الفشل في إجراء التنبيب أثناء عملية التحريض المتتالي السريع بتعريض المريض لخطورة حدوث خلل في التنفس.

## الأدوية الشائعة

### تمهيد العلاج
يستخدم تمهيد العلاج للحد من التوتر الموجود عند المرضى المقبلين على عملية التنبيب، وللتقليل من فرص حدوث أي رد فعل فيزيولوجي متوقع من الجسم خلال إجراء هذه العملية.
- ميدازولام: هو دواء سريع المفعول ويعتبر أكثر الأدوية المُحبة للدهن من فئة البنزوديازيبين ويعبر الحاجز الدموي الدماغي بسرعة كبيرة. يعتبر هذا دواء من الأدوية المُحرضة لحمض الغاما-أمينوبيوتيريك (غابا-GABA). تتراوح الجرعات المعتادة منه بين 1 إلى 2 ميلليغرام، إذ يُعطى كبار السن جرعات قليلة وتُعطى الجرعات الكبيرة للمصابين بالسمنة. يُستقلب الميدازولام في الكبد، وتُخرج فضلاته عن طريق الكلى. تظهر بعض الأعراض الجانبية القليلة عند استخدام الميدازولام بشكل فردي، ولكن استخدامه مع عقار الفينتانيل يمكن أن يتسبب في نقص التهوية.[1]
- فينتانيل: هو دواء ضمن أشباه الأفيونيات التخليقية التي تعمل على الجهاز العصبي المركزي. يثبط الفينتانيل الألم، ويثبط من تحفيز الجهاز العصبي الودي. يمكن أن يتسبب التحفيز الودي بإصابات أخرى للمرضى المصابين بأمراض القلب، وتسلخ الشريان الأبهر، وتمدد الشريان الأبهر. يعتبر الفينتانيل مثاليًا، وذلك لسرعة مفعوله، ولأنه لا يسبب  إفراز الهستامين، ولكونه دواءً محبًا للدهن بشكل كبير، ولقصر مدة مفعوله. تتراوح جرعات الفينتانيل من 1 إلى 3 ميكروغرام لكل كيلوغرام. يستقلب هذا الدواء في الكبد. ومن أهم أعراضه الجانبية نقص التهوية.[1]
- أتروبين: يمكن أن ينتج عن عملية التنبيب حدوث تحفيز شديد للعصب المبهم، وهذا يسبب حالة من بطء القلب (انخفاض معدل نبضات القلب). حديثو الولادة والأطفال هم أكثر الناس عرضة لخطورة حدوث حالة بطء القلب تلك. لا تحدث هذه الحالة عند البالغين لأن التحفيز الودي القوي يغطي على التحفيز المبهمي. ولكن يزداد خطر تعرض بعض البالغين المُتعاطين أدويةً مثل حاصرات مستقبِل بيتا، وحاصرات قنوات الكالسيوم، والديجوكسين لخطورة حدوث حالة بطء القلب. هنا يستخدم الأتروبين، وهو مضاد للمستقبل المسكاريني، وبهذا يمنع استجابة العصب المبهم. تبلغ جرعة الأتروبين 0.01 ميلليغرام لكل كيلوغرام. يعتبر الأتروبين دواءً سريع البداية، وله أعراض جانبية شائعة مثل زيادة معدل نبضات القلب، وجفاف الحلق، والتورد، واحتباس البول.[1]
- ليدوكائين: يستخدم لخفض الاستجابة الودية عند المرضى المُشتبه في إصابتهم بارتفاع الضغط داخل الجمجمة أو المرضى المُتعاطين دواء سكسنيل كولين الذي يرفع أيضًا من الضغط داخل الجمجمة أو مرضى الربو المصابين بالتشنج القصبي. يمكن أن يخفض الليدوكائين من الضغط الشرياني الوسطي. تبلغ جرعته 1.5 ميلليغرام لكل كيلوغرام، ويستقلب هذا الدواء في الكبد. أعراضه الجانبية هي: انخفاض ضغط الدم، واضطراب النظم القلبي (عدم انتظام معدل نبضات القلب). يمكن أن يتداخل الليدوكائين مع أدوية أخرى مثل الأميودارون، ومثبطات أكسيداز أحادي الأمين مسببًا انخفاضًا بضغط الدم، ومع دواء دروندارون مسببًا اضطراب النظم القلبي.[1]

### عوامل التحريض
يساعد إعطاء عوامل التحريض متبوعةً بالعوامل الحاصرة للوصلات العضلية العصبية على توفير الظروف المثالية لإجراء عملية التنبيب.
- إيتوميدات: هو دواء مُشتق من الإيميدازول يعمل على تحفيز مستقبلات غابا. تتراوح الجرعة بين 0.2 إلى 0.6 ميلليغرام لكل كيلوغرام (الشائع هو 20 إلى 50 ميلليغرام). تتطلب حالات انخفاض ضغط الدم التقليل من جرعة هذا الدواء. لهذا الدواء أعراض جانبية طفيفة على الجهاز القلبي الوعائي، بالإضافة إلى أنها تخفف من الضغط داخل الدماغ عن طريق تقليل التدفق الدموي الدماغي، ولا يسبب إفراز الهستامين. لهذا الدواء فترة عمل قصيرة وبداية عمل سريعة، ويتخلص منه الجسم عن طريق الكبد. من الأعراض الجانبية الشائعة لهذا الدواء هي الرمع العضلي، والألم عند موضع الحقن، قيء وغثيان تاليان للجراحة. يمكن أيضًا أن يثبط هذا الدواء من إفراز هرمونات الكورتيزول والألدوستيرون.[1]
- كيتامين: هو أحد الأدوية الشرهة للدهن بشكل كبير والعابرة للحاجز الدموي الدماغي. يثبط هذا الدواء من ارتباط الغلوتامين بمستقبلات نمدا ((N-Methyl-D-aspartic acid: NMDA في الألياف المهادية القشرية والجهاز النطاقي، مسببًا حالة من فقدان الذاكرة. يمكن أيضًا أن يستخدم هذا الدواء في تسكين الألم بفعل آلية العمل نفسها الحاصرة لمستقبلات نمدا. تتراوح الجرعة من 1 إلى 2 ميلليغرام لكل كيلوغرام، وعادةً تكون الجرعة 100 ملليغرام. يستقلب الكيتامين في الكبد، وتُخرج فضلاته عن طريق الكلى. يقلل الدواء من إعادة استرداد الكاتيكولامينات، ما يزيد معدل نبضات القلب، وضغط الدم، والنتاج القلبي، ولهذا يعتبر الكيتامين مناسبًا لمرضى انخفاض ضغط الدم. ولكنه يمكن أن يُسيئ من حالة انخفاض قدرة القلب وانخفاض ضغط الدم عند المرضى الذين يعانون من استنفاد الكاتيكولامينات. ولهذا، تكون أقصى جرعة لمثل هذه الحالات هي 1.5 ميلليغرام لكل كيلوغرام. لا يرفع الكيتامين من الضغط داخل الجمجمة عند مرضى إصابات الرأس، بينما يحافظ على الضغط الشرياني الوسطي. يُخفف هذا الدواء أيضًا من حالات التشنج القصبي عن طريق توسيع العضلات الملساء بالشُعب. ومع ذلك، فإنه يزيد من الإفرازات الفموية أثناء عملية التنبيب. يرتبط الكيتامين أيضًا بالكوابيس، والهذيان، والهلوسات.[1]
- بروبوفول: هو أحد الأدوية المحرضة لغابا، وهو عالي الذوبانية في الدهون. تبلغ جرعته 1.5 ميلليغرام لكل كيلوغرام (عادةً من 150 إلى 200 ملليغرام). يتسم هذا الدواء بسرعة المفعول، ويتمكن من عبور الحاجز الدموي الدماغي، ويعتبر واسع الانتشار بالأنسجة، ويتخلص منه الجسم بسهولة. يكون معدل التخلص من البروبوفول بطيئًا عند المسنين. وعليه، فيجب إعطائهم جرعات أقل تتراوح بين 50 إلى 100 ميلليغرام. الدواء مناسب للمرضى المصابين باعتلال في وظائف الكبد أو الكلى، والمصابين أيضًا بانخفاض في الضغط داخل الجمجمة. للبروبوفول تأثير بسيط موسع للشُعب عندى مرضى التشنج القصبي. ومع ذلك، يمكن أن يسبب انخفاض ضغط الدم، وبطء القلب بفعل خواصه الحاصرة لقنوات الكالسيوم ومستقبلات بيتا. يمكن لهذا الدواء أن يسبب متلازمة تسرب البروبوفول عند الجرعات العالية المُطولة. يمكن تخفيف الألم الناتج عن الحقن الطرفي لهذا الدواء باستخدام قنية ذات ثقب واسع.[1]
- ميدازولام: يمكن أن يستخدم الميدازولام في تحريض التخدير بجرعات 0.2 إلى 0.3 ميلليغرام لكل كيلوغرام بصرف النظر عن إمكانية استخدامه أيضًا في تمهيد العلاج. يتسم الميدازولام ببطء المفعول عند استخدامه بمفرده، ولكن يمكن تحسين سرعة المفعول عند استخدامه مع أشباه الأفيونيات. ومع ذلك، يمكن للميدازولام أن يخفض من ضغط الدم بشكل خطير عند مرضى انخفاض ضغط الدم لما له من آثار خافضه لنشاط القلب. ولهذا، يجب تقليل الجرعات مع المسنين، ومع المصابين بأمراض القلب والكبد.[1]
- ميثوهكسيتال: هو عبارة عن محرض لغابا. يعمل عن طريق الحد من تفارق غابا عن مستقبلاتها. تبلغ جرعته 1.5 ميلليغرام لكل كيلوغرام. ويستقلب في الكبد. ومع ذلك، يمكن للميثوهكسيتال أن يسبب نقص التهوية، وتمدد الأوردة، والخفض من نشاط العضلة القلبية، وانخفاض ضغط الدم. يمكن له أيضًا أن يقلل من التدفق الدموي للدماغ، وإفراز الهستامين. يُسبب هذا الدواء أيضًا الخثار القاصي، ونخر الأنسجة إذا تم حقنه بالأوردة.
- فينيليفرين: يُعطى هذا الدواء للمصابين بانخفاض ضغط الدم عقب التنبيب بسبب استخدام الليدوكائين، والميدازولام، والفينتانيل، والبروبوفول، والكيتامين. تتراوح الجرعات بين 50 إلى 200 ميكروغرام للبالغين. يتسم الدواء بسرعة المفعول وسعة تخلص الجسم منه. أكثر الأعراض الجانبية شيوعًا هي بطء القلب العكسي.[1]

### الأدوية الشالّة (المُشلة)
تعرف هذه الأدوية أيضًا بحاصرات الوصلات العضلية العصبية. ويمكن أن تستخدم لتقليل معدلات حدوث المضاعفات الخاصة بعملية التحريض المتتالي السريع مثل قصور أكسجة الدم، ومضاعفات المسلك الهوائي، وعدم الاستقرار بالجهاز القلبي الوعائي. تنقسم هذه الحاصرات إلى نوعين: الحاصرات المزيلة للاستقطاب، والحاصرات غير المزيلة للاستقطاب. تشبه الحاصرات المزيلة للاستقطاب الأستيل كولين وتنشط الصفيحة الانتهائية الحركية للموصل العصبي العضلي. بينما تعمل الحاصرات غير المزيلة للاستقطاب عن طريق حصر الموصل العصبي العضلي بشكل تنافسي دون الحاجة إلى تنشيط الصفيحة الانتهائية العضلية.

### أدوية أخرى
- ثيوبنتال
- ميتارامينول أو إيفيدرين في حالات انخفاض ضغط الدم الحادث بسبب الأدوية المهدئة.

## اعتبارات إضافية
يلعب العمر دورًا هامًا في تحديد ما إذا كانت هذه العملية مضمونة أم لا، من الشائع أن تُجرى هذه العملية لدى المرضى الأقل عمرًا. يجب على الطبيب القائم بهذه العملية أن يكون محترفًا في طرق التنبيب الرغامي واستخدام قناع وحقيبة التهوية (حقيبة أمبو). يجب أن تكون الأجهزة البديلة الخاصة بالتعامل مع المسلك الهوائي متوفرة بشكل فوري، في حال حدوث أي شيء يحول دون نجاح عملية التنبيب الرغامي بالأساليب التقليدية. تشمل هذه الأجهزة المسلك الهوائي المريئي الرغامي والقناع الحنجري. يجب أن تتوفر الجاهزية لإجراء إحدى العمليات الباضعة مثل عملية بضع الغشاء الحلقي والدرقي في حالة عدم القدرة على إجراء التنبيب الرغامي بالأساليب التقليدية.
تستخدم هذه العملية بشكل رئيسي لتنبيب المرضى المعرضين لخطر الشفط الرئوي، غالبًا بسبب امتلاء المعدة بالطعام وهذا شائع الوقوع مع حالات الطوارئ. تسبب حقيبة التهوية انتفاخ المعدة والذي يمكن أن يحفز حدوث القيء، لهذا يجب استخدامها بسرعة. يُعطَى المريض أحد المهدئات مع أحد الأدوية الشالّة، عادةً الميدازولام/ السوكسميثونيوم/ البروبوفول ثم تُجرى عملية التنبيب بسرعة دون اللجوء للتهوية اليدوية قدر الإمكان. تُقيم حالة المريض لأي صعوبات متوقعة في إجراء التنبيب. ويستخدم أنبوب قصبة هوائية ومنظار حنجري بشفرات أصغر عما هو مستخدم في الحالات غير الطارئة.
يُمنع إجراء عملية التحريض المتتالي السريع إذا بيّن التقييم الأولي للمريض أن له مسلكًا هوائيًا صعب التنبيب، فإن فشلت هذه العملية لأي سبب، سيكون الحل الوحيد لتنفس المريض هو حقيبة التهوية والتي يمكن أن تسبب القيء. يُفضل اللجوء إلى التنبيب اليقظ بالألياف البصرية في مثل هذه الحالات الصعبة.